# 阿拉善左旗
阿拉善左旗是中華人民共和國內蒙古自治區阿拉善盟轄下的一個旗 。旗人民政府駐巴彥浩特鎮西花園街9號。

## 沿革
阿拉善左旗轄境位處賀蘭山與巴丹吉林沙漠之間，自古以來人煙稀少。清代屬阿拉善厄魯特旗，该旗王府所在的定远营位于今日的巴彦浩特镇。
民國成立後，該旗改為寧夏省阿拉善霍碩特特別旗。 
1949年9月，西蒙自治政府主席達理札雅通電歸附中共。中華人民共和國成立後， 1950年代劃歸內蒙古自治區巴彥淖爾盟。 
阿拉善旗於1961年4月劃分為阿拉善左旗和阿拉善右旗，阿拉善左旗正式成立，文革時期一度劃歸寧夏回族自治區。1980年代阿拉善盟成立，此後一直作為阿拉善盟的政治中心。

## 社會
阿拉善左旗作為阿拉善盟行政公署所在地，人口也是阿拉善最多的，拥有蒙、汉、回、满、朝鲜、达斡尔、哈萨克、维吾尔等14个民族，其中漢族佔絕大多數。该旗因沙化面积扩大，長年为沙尘暴所苦。此外该旗經濟依賴採礦業，拥有不少非法煤矿，地方政府注意到後加以整顿。　

## 人口
2021年，阿拉善左旗常住人口為203958人，户籍人口14.8萬人，比上年增加0.1萬人。其中，城鎮人口9.2萬人，鄉村人口5.6萬人；男性人口7.4萬人，女性人口7.4萬人。
阿拉善左旗有蒙古族、漢族、回族、滿族、達斡爾族等35個民族。是一個漢族佔多數的民族聚居地區。

## 行政区划
阿拉善左旗下辖9个镇、6个苏木：
温都尔勒图镇、乌斯太镇、巴润别立镇、巴彦浩特镇、嘉尔嘎勒赛汉镇、吉兰泰镇、宗别立镇、敖伦布拉格镇、腾格里额里斯镇、巴彦木仁苏木、乌力吉苏木、巴彦诺日公苏木、额尔克哈什哈苏木、银根苏木、超格图呼热苏木、阿拉善经济开发区和腾格里经济技术开发区。